# Newton Macedo
Newton de Castro Macedo (São Raimundo Nonato, 4 de abril de 1930 — Teresina, 3 de fevereiro de 2003) foi um político brasileiro, duas vezes deputado estadual pelo Piauí.

## Biografia
Filho de João Antunes de Macedo Sobrinho e Maria Cândida de Castro Macedo, foi funcionário público estadual trabalhando como fiscal de tributos estaduais, técnico em contabilidade e também agropecuarista. Em sua cidade natal foi eleito prefeito em 1966 e 1972 pela ARENA. Eleito deputado estadual em 1978 em lugar de seu irmão Waldemar Macedo, ungido vice-governador do Piauí na chapa de Lucídio Portela naquele mesmo ano. Filiado ao PDS, disputou a prefeitura de São Raimundo Nonato em 1982 por uma sublegenda sem, contudo, lograr êxito. Conquistou um novo mandato de deputado estadual em 1986 tendo a companhia do irmão no Legislativo. Nessa mesma época aconteceu uma cisão política na família pois Newton apoiou a candidatura vitoriosa a governador de Alberto Silva ao passo que seu irmão cerrou fileiras com Freitas Neto. Em 1990 ficou na nona suplência de deputado estadual pela coligação  Movimento de Integração do Piauí quando filiado ao PL. Disputou sua última eleição em 1992 quando foi derrotado em sua tentativa de retornar à prefeitura de São Raimundo Nonato pelo PTB. Durante os quase sete anos de governo Mão Santa foi subsecretário de Justiça.